# Liste von Größenordnungen der Geschwindigkeit
Dies ist eine Zusammenstellung von Geschwindigkeiten verschiedener Größenordnungen zu Vergleichszwecken. Die Angaben sind oft als „typische Werte“ zu verstehen, die gerundet sind.

Die Grundeinheit der Geschwindigkeit im internationalen Einheitensystem hat keinen Namen. Sie ist die von den Basiseinheiten abgeleitete Einheit Meter pro Sekunde (Einheitenzeichen m/s). Daneben finden die Einheiten Kilometer pro Stunde und Knoten Verwendung. Es gelten folgende Umrechnungen:
- 1 m/s = 3,6 km/h (exakt)
- 1 km/h = 0,278 m/s
- 1 kn = 1,852 km/h (exakt)
- 1 kn = 0,514 m/s

## Geschwindigkeiten bis 1 μm/s
- 3,5 pm/s (0,11 mm/a): Die mittlere Wachstumsgeschwindigkeit von Tropfsteinen
- 0,68 nm/s (2,15 cm/a): Geschwindigkeit der Afrikanischen Platte
- 3 nm/s (1,5 m in 16 Jahren): gemitteltes Körperwachstumstempo des Menschen
- 5 nm/s (15 cm/a): Wachstumsgeschwindigkeit des menschlichen Kopfhaares

## 1 μm/s bis 1 m/s
- 0,5 mm/s (etwa 10 m in 6 Stunden): etwa maximal auftretende Durchschnittsgeschwindigkeit des Tidenanstiegs
- 0,8 mm/s: typisches Schneckentempo
- 1 cm/s (0,60 m/min): typische Aufrichtegeschwindigkeit bei der Bergung eines gekenterten großen Schiffs
- 4,76 cm/s: Bandgeschwindigkeit einer Compact Cassette
- 51,4 cm/s (1,852 km/h): 1 Knoten
- 55 cm/s (2 km/h): typische Geschwindigkeit der Radkette bei Fahrt mit 20 km/h
- 53,2 cm/s: Umfanggeschwindigkeit einer Langspielplatte

## 1 m/s bis 10 m/s
- 1,5 m/s (ca. 5 km/h): Fußgänger
- 5,5 m/s (20 km/h): Radfahrer
- 7 m/s (25 km/h): zulässige Mofa-Höchstgeschwindigkeit in Deutschland

## 10 m/s bis 100 m/s
- 10,4 m/s (37,3 km/h): Weltklassesprinter (Durchschnittswert beim 200-Meter-Sprint)
- 11 m/s (22 kn, 41 km/h): Kreuzfahrtschiffe
- 30 m/s (110 km/h): Schnellstes Landtier (Gepard)
- 36 m/s (130 km/h): Richtgeschwindigkeit auf deutschen Autobahnen, Höchstgeschwindigkeit auf Autobahnen vieler Länder

## 100 m/s bis 1000 m/s
- 120 m/s (430 km/h): Schnellste planmäßige Reisegeschwindigkeit eines schienengebundenen Zuges (Transrapid Shanghai)
- 153 m/s (549,75 km/h): Geschwindigkeit eines Top Fuel Dragsters nach 1000 ft (304,8 Meter) nach stehendem Start
- 160 m/s (574,8 km/h): Weltrekord für Schienenfahrzeuge: TGV
- 233 m/s (850 km/h): Schnellstes kolbenmotorbetriebenes Flugzeug: Rare Bear
- 240 m/s (860 km/h): Typische Reisegeschwindigkeit eines Passagierjets
- 341 m/s (1228 km/h): Weltrekord für Autos (ThrustSSC)
- 344 m/s (1236 km/h): Schallgeschwindigkeit in Luft bei 20 °C (Mach 1)
- 465 m/s (1674 km/h): Geschwindigkeit der Erde am Äquator infolge der Rotation
- 647 m/s (2330 km/h): Maximale Reisegeschwindigkeit der Concorde
- 715 m/s (2570 km/h): Projektilgeschwindigkeit einer Kalaschnikow im Kaliber 7,62 × 39 mm
- 833 m/s (3000 km/h): Höchstgeschwindigkeit der MiG-31 (Mach 2,83) in großen Höhen

## 1 km/s bis 10 km/s
- 1,02 km/s: Mittlere Bahngeschwindigkeit des Mondes um die Erde
- 3,08 km/s: Bahngeschwindigkeit eines geostationären Satelliten
- 3,1 km/s (11 265 km/h): schnellstes Flugzeug mit luftatmenden Triebwerken (Boeing X-43A)
- 4 km/s: Erdbebenwellen
- 5,9 km/s: Schallgeschwindigkeit in Stahl
- 7,9 km/s: Bahngeschwindigkeit eines Satelliten im niedrigen Erdorbit
- 8,4 km/s: Detonationsgeschwindigkeit des Sprengstoffs Nitropenta

## 10 km/s bis 100 km/s
- 10 km/s: Aufschlagsgeschwindigkeit eines großen Meteoriten
- 11,1 km/s: Höchste vom Menschen erreichte Geschwindigkeit (Apollo 10 während des Wiedereintritts in die Erdatmosphäre, relativ zur Erde)[1]
- 11,2 km/s: Fluchtgeschwindigkeit der Erde
- 16,2 km/s: Höchste bisher erreichte Fluggeschwindigkeit einer Raumsonde relativ zur Erde, beim Verlassen der Erde (Sonde New Horizons)
- 29,8 km/s: Mittlere Bahngeschwindigkeit der Erde um die Sonne
- 70 km/s: Geschwindigkeit mit dem sich Objekte in 1 Mpc Entfernung durch die Expansion des Universums voneinander entfernen (Hubble-Konstante)
- 100 km/s: Maximale Geschwindigkeit des Metallstachels, den eine Hohlladung bei der Detonation erzeugen kann

## Größere Geschwindigkeiten
- 30–200 km/s: Runaway-Sterne
- 163 km/s: Parker Solar Probe relativ zur Sonne bei ihrem minimalen Abstand (bei Flug durch die Sonnenkorona)
- 220 km/s: Geschwindigkeit der Sonne um das Zentrum der Milchstraße
- 600 km/s: Eigengeschwindigkeit einer Galaxie
- 800–900 km/s: schneller Sonnenwind
- 1000 km/s: Geschwindigkeit des Entfernens der Lokalen Gruppe vom Virgo-Superhaufen
- 1200 km/s: Stern US 708, schnellster bekannter Hyperschnellläufer, der die Milchstraße verlassen wird
- mindestens bis zu 10 000 km/s: Sterne in der Nähe von Sagittarius A*[2]
- 10 000–20 000 km/s: Geschwindigkeit von Alphateilchen bei radioaktiven Zerfällen
- 124 000 km/s: Ausbreitungsgeschwindigkeit des Lichts in Diamant (relativ langsam, weil hoher Brechungsindex)
- über 200 000 km/s: Geschwindigkeit einiger Kosmischer Jets (70 % der Lichtgeschwindigkeit)
- 299 792,454 9 km/s = {\displaystyle c\cdot (1-10^{-8})}: Geschwindigkeit der Protonen im LHC im Jahr 2015 (6,5 TeV)
- 299 792,457 996 km/s = {\displaystyle c\cdot (1-1,3\cdot 10^{-11})}: Geschwindigkeit der Elektronen im LEP (104,5 GeV)
- 299 792,458 km/s: Lichtgeschwindigkeit {\displaystyle c} (exakter Wert) – maximal mögliche Geschwindigkeit im Raum
- 2 000 000 km/s: Geschwindigkeit, mit der sich zwei Objekte bei maximaler Entfernung im beobachtbaren Universum durch die Expansion des Universums scheinbar voneinander entfernen (keine Bewegung im Raum, sondern eine Expansion des Raumes selbst)